# Windows Home Server
Windows Home Server (2007) (nome in codice Quattro) è una versione del sistema operativo Windows sviluppato da Microsoft per server domestici. Annunciato il 7 gennaio 2007 al Consumer Electronics Show da Bill Gates, Windows Home Server è pensato per un'utenza casalinga con diversi PC interconnessi tra loro. Tra le funzionalità che lo contraddistinguono vi sono: file sharing, backup automatizzati, accesso remoto. È basato su Windows Server 2003 SP2. È stato ufficialmente pubblicato il 7 novembre 2007. Il Power Pack 3 per Windows Home Server è stato pubblicato nel novembre 2009.
La versione corrente di Windows Home Server, Windows Home Server 2011, è stata pubblicata il 6 aprile 2011.

## Descrizione

### Caratteristiche principali
- Backup centralizzati: Permette di effettuare il backup di al massimo 10 PC connessi in rete utilizzando la cosiddetta tecnologia Single Instance Store, per evitare copie multiple degli stessi file che risiedono su diversi PC (ad esempio, i file del sistema operativo).
- Monitoraggio dello stato dei computer: Può controllare lo stato di tutti i PC nella rete, incluso lo stato di antivirus e firewall.
- Condivisione di file: Permette di condividere nella rete file di uso comune come MP3 e video su periferiche di rete
- Condivisione di stampanti: Permette un server di stampa centralizzato per gestire le stampe di tutti gli utenti.
- Versioni precedenti: Fa uso del Volume Shadow Copy Service per salvare copie di backup di versioni precedenti dei file che si modificano.
- Amministrazione remota: Fornisce un'interfaccia utente per compiere remotamente compiti amministrativi.
- Gateway di Accesso Remoto: Permette l'accesso dall'esterno ad ogni PC nella rete.
- Streaming di contenuti multimediali: Può inviare flussi di dati multimediali a Windows Media Player o una Xbox 360.
- Ridondanza dei dati: Protegge da un eventuale malfunzionamento di un singolo hard disk duplicando i dati su un altro drive.
- Capacità di memorizzazione espandibile: Rimuove le lettere dei drive, facilitando l'utilizzo di un unico spazio di memorizzazione.

### Interfaccia
Sebbene il sistema operativo sia sviluppato su Windows Server 2003 SP2, l'interfaccia di configurazione è pensata per essere sufficientemente comprensibile anche a coloro che non hanno conoscenze in campo di amministrazione server. Si può accedere all'interfaccia di configurazione, chiamata Home Server Console, da qualsiasi PC nella rete domestica, ma anche attraverso un web browser via internet grazie a un'URL fornita gratuitamente da Windows Live. Il server non richiede schede video; è sviluppato per necessitare solo di una scheda di rete con interfaccia Ethernet e almeno un altro PC su cui sia installato Windows XP o Windows Vista.

### Tecnologia
Il codice di Windows Home Server è basato su quello di Windows Server 2003 SP2. Include quasi tutte le sue funzionalità (alcune sono state rimosse perché ritenute complesse e poco utili per la gestione domestica). Presenta però anche alcune tecnologie non riscontrabili in Windows Server 2003 SP2:
Windows Home Server Drive Extender, un sistema di duplicazione dei file che fornisce tre funzioni molto importanti:
- Ridondanza multi-disco (Multi-disk redundancy), in modo che se un disco presenta un errore, i dati non vanno irrimediabilmente persi-
- Espansione arbitraria della capacità di memorizzazione, poiché supporta qualsiasi tipo di hard disk (Serial ATA, USB, FireWire etc.) in qualsiasi miscela e capacità
- Nessuna lettera che identifichi i drive.

Gli utenti (in particolar modo quelli che configurano un server domestico) hanno a che fare con i supporti di memorizzazione su due livelli: cartelle condivise e dischi. L'unico concetto importante riguardo ai dischi è che essi facciano effettivamente parte della disponibilità di storage del server e che siano "sani". Questo contrasta con il Gestore logico dei volumi di Windows, che richiede normalmente un buon grado di conoscenza informatica per configurare correttamente un RAID.
Le cartelle condivise hanno un nome, una descrizione, delle autorizzazioni, e un indicatore che determina se la duplicazione (ridondanza) è attivata o disattivata per quella cartella.
Se la duplicazione è attivata (impostazione predefinita per i server domestici con più di un disco fisso), i file in quella cartella saranno duplicati.
Di default, tutti i file su un server domestico saranno duplicati, dimezzando così lo spazio effettivo di memorizzazione. In situazioni in cui un utente non voglia che certi file vengano duplicati (ad es. programmi TV archiviati su un server domestico e registrati da un PC con Windows Media Center), Drive Extender offre la possibilità di non duplicare quei file se il server ha poco spazio di memorizzazione a disposizione.
Windows Home Server Computer Backup, una funzione che fa un backup automatico di tutti i computer nella rete domestica usando un sistema di Immagine disco che assicura il puntuale recupero di alcuni file o dell'intero PC in caso di errori fatali. Questa tecnologia è sviluppata in modo da minimizzare la quantità di dati che viaggiano nella rete e che vengono memorizzati sul server.

## Compatibilità
Windows Home Server si integra con Windows XP, Windows Vista e Windows 7 (dell'uscita del Power Pack 3) attraverso l'installazione di un software, e può essere usato anche con macOS e altri sistemi operativi, ad esempio tramite Time Machine, una caratteristica disponibile in Mac OS X Leopard.

## Prezzi e disponibilità
HP rese disponibile sul mercato un server domestico (chiamato attualmente "HP MediaSmart Server") verso la fine del 2007. Era caratterizzato da un processore a 64 bit AMD col marchio AMD Live!, e poteva essere espanso per raggiungere la capacità di archiviazione di 6 terabytes grazie ai suoi quattro alloggiamenti interni per hard disk e alle quattro porte USB 2.0.
In un'intervista a Channel 9, il General Manager di Windows Home Server, Charlie Kindel, disse che i primi server domestici sarebbero costati all'incirca come un PC di prestazioni modeste, circa 500 dollari.